# Saccopteryx gymnura
Saccopteryx gymnura (Thomas, 1901) è un pipistrello della famiglia degli Emballonuridi diffuso nell'America meridionale.

## Descrizione

### Dimensioni
Pipistrello di piccole dimensioni, con la lunghezza della testa e del corpo tra 39 e 41 mm, la lunghezza dell'avambraccio tra 34 e 35,3 mm, la lunghezza della coda tra 9 e 14,5 mm, la lunghezza del piede tra 5,5 e 6 mm, la lunghezza delle orecchie tra 11,5 e 13 mm e un peso fino a 3,5 g.

### Aspetto
La pelliccia è soffice, densa e si estende sulle membrane alari fino all'altezza dei gomiti e delle ginocchia. Le parti dorsali sono marroni scure con due strisce dorsali più chiare poco visibili e spesso assenti che si estendono dalle spalle fino alla groppa, mentre le parti ventrali sono leggermente più chiare. Il muso è appuntito, con il labbro superiore che si estende leggermente oltre quello inferiore, le narici sono ravvicinate, si aprono frontalmente e sono separate da un solco verticale. Gli occhi sono relativamente grandi. Le orecchie sono corte, strette, ben separate tra loro, arrotondate, rivolte all'indietro e con una concavità sul bordo esterno appena sotto l'estremità arrotondata. Il trago è stretto, diritto e con l'estremità arrotondata. Le membrane alari sono nerastre e attaccate posteriormente alla base dei metatarsi. È presente una sacca ghiandolare tra l'avambraccio è il primo metacarpo con l'apertura anteriore, ben sviluppata nei maschi, più rudimentale nelle femmine. La coda è lunga e fuoriesce dall'uropatagio a circa metà della sua lunghezza. Il calcar è lungo.

## Biologia

### Alimentazione
Si nutre di insetti volanti.

### Riproduzione
Una femmina gravida con un embrione è stata catturata nel mese di luglio in Guyana.

## Distribuzione e habitat
Questa specie è diffusa in Guyana, Suriname, Guyana francese e nello stato brasiliano settentrionale di Pará.
Vive nelle foreste tropicali umide.

## Conservazione
La IUCN Red List, poiché non è noto se il suo areale sia continuo o frammentato, classifica S.gymnura come specie con dati insufficienti (DD).